# Ōta Sukemoto
Ōta Sukemoto est un nom japonais traditionnel ; le nom de famille (ou le nom d'école),  Ōta , précède donc le prénom (ou le nom d'artiste).
Ōta Sukemoto (太田 資始) (28 août 1799 - 20 juin 1867) est le 5e daimyo Ōta du domaine de Kakegawa dans la province de Tōtōmi, (moderne préfecture de Shizuoka) à la fin de l'époque d'Edo et au début du bakumatsu du Japon et bureaucrate de haut rang au sein du shogunat Tokugawa. Son titre de courtoisie est Dewa-no-kami.

## Biographie
Ōta Sukemoto est le troisième fils de Hotta Masazane, daimyō du domaine d'Omi-Miyagawa. Il épouse la fille de Ōta Suketoki et est adopté en tant que chef du clan Ōta et daimyō du domaine de Kakegawa à la mort de Suketoki en 1810. Il n'a que onze ans à l'époque.
Du temps du shogun Tokugawa Ienari, il est nommé Jisha-bugyō le 17 juillet 1822 et Osaka jōdai le 22 novembre 1828, puis au poste de Kyoto Soshidai (représentant officiel shogunal à la cour de Kyoto du 4 juillet 1831 au 19 mai 1834).
Le 6 mai 1837 Ōta Sukemoto devient rōjū (conseiller senior), position dans laquelle il s'oppose souvent au rōjū senior Mizuno Tadakuni relativement aux dispositions des impopulaires réformes Tenpō, en particulier le Agechi-rei qui prévoit que les daimyō des environs d'Edo et d'Ōsaka cèdent leurs propriétés pour des quantités égales de terre ailleurs, consolidant ainsi le contrôle des Tokugawa sur ces domaines stratégiquement vitaux. Après la destitution de Mizuno de son poste, Sukemoto promeut les intérêts de Tokugawa Nariaki. Cependant, une des premières décisions de celui-ci est de remplacer Sukemoto qui est invité le 20 juillet 1841 à prendre sa retraite.
À l'occasion de sa retraite forcée, Sukemoto transmet son domaine de Kakegawa à son fils ainé Ōta Sukekatsu. Cependant, après le décès du shogun Tokugawa Ienari, il sert de nouveau comme rōjū du 23 juin 1858 au 23 juillet 1859 en compagnie de Matsudaira Noriyasu et Manabe Akikatsu. Il occupe cette fonction une troisième fois pendant une brève période, du 27 avril au 14 mai 1863.
Ōta Sukemoto meurt le 20 juin 1867. Sa tombe se trouve dans le temple  Myōhokke-ji du clan Ōta clan à Mishima (Shizuoka).